# Viettesia hampsoni
Viettesia hampsoni är en fjärilsart som beskrevs av De Toulgoët 1959. Viettesia hampsoni ingår i släktet Viettesia och familjen björnspinnare. Inga underarter finns listade i Catalogue of Life.